# Tatouage à Auschwitz

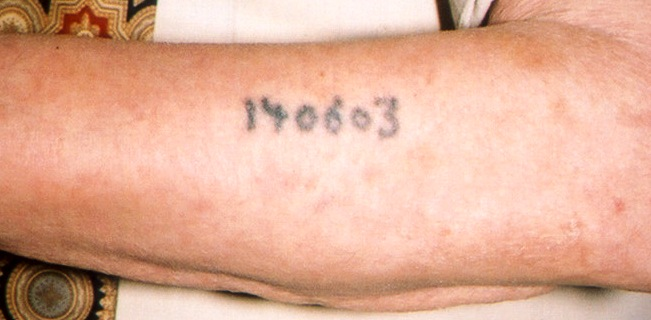
Tatouage d'Auschwitz.

Le tatouage à Auschwitz concerne les arrivants au camp de concentration d'Auschwitz, à partir du printemps de 1942, pour ceux qui n'ont pas été sélectionnés pour être tués dans la partie centre de mise à mort du camp. Auschwitz est le seul camp de concentration utilisant le tatouage de numéros. D'autres camps de concentration utilisent des numéros pour les détenus mais ces numéros ne sont pas tatoués sur la peau.

## Histoire

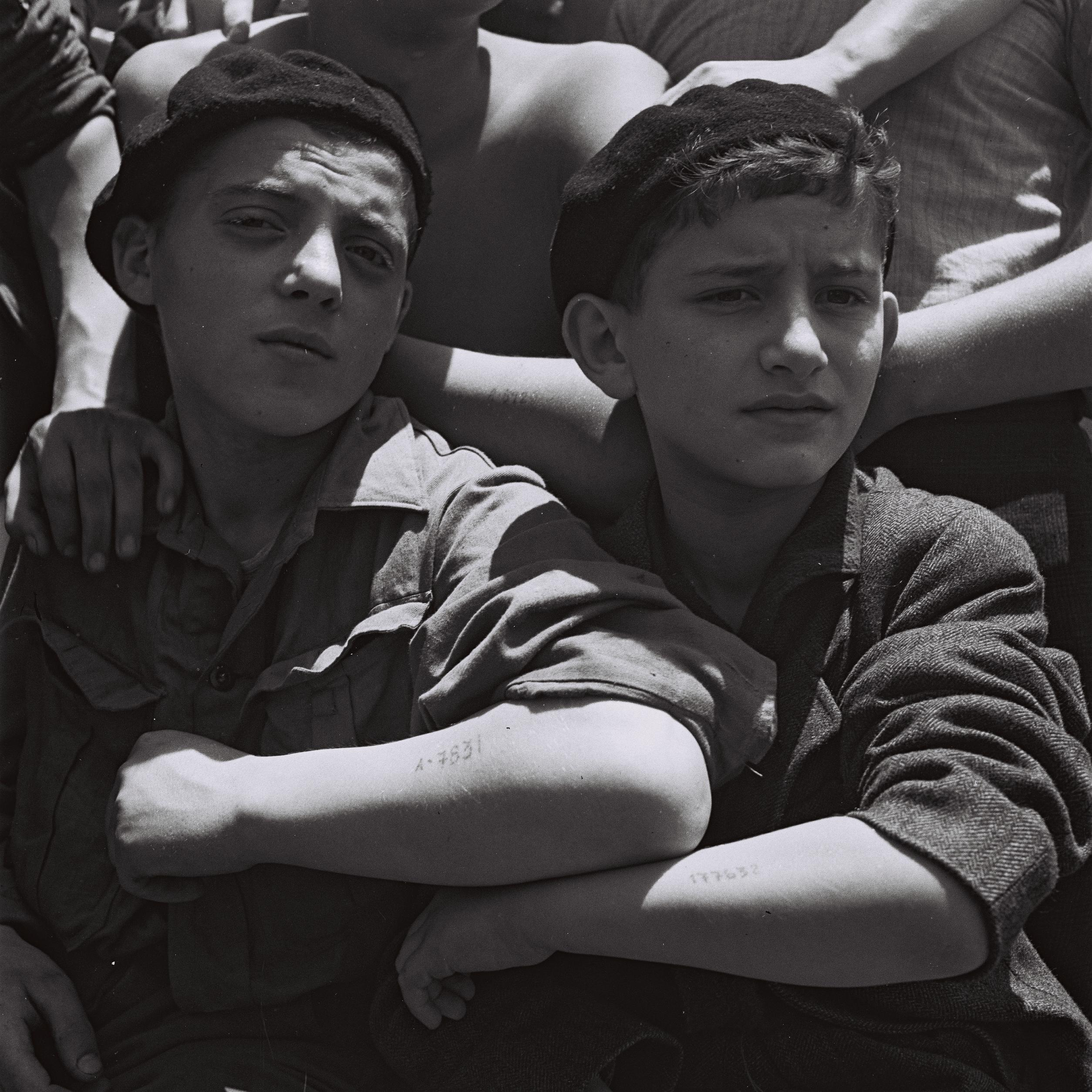
Enfants juifs survivants tatoués à Auschwitz, à bord du navire britannique Mataroa arrivé au port de Haïfa (1945).

À partir du printemps de 1942, les déportés à Auschwitz, qui ne sont pas gazés, après la sélection à leur arrivée au camp de concentration d'Auschwitz, sont tatoués sur l'avant-bras gauche,.
L'identification mise en place par les Nazis à Auschwitz pendant la Seconde Guerre mondiale consista à tatouer, sur leur avant-bras, le numéro matricule des déportés,. Le tatouage s'effectuait au début à l'aide d'un sceau sur lequel des numéros pouvaient être ajoutés, enfoncé d'un centimètre dans la chair avec une « violente pression » ; les incisions obtenues étaient ensuite remplies d'encre. Puis, on s'est aidé de « tampons similaires à ceux que l'on utilise pour marquer le bétail », dotés de piques en acier dessinant un chiffre, fourni par le fabricant Aesculap avec un manuel d'emploi, puis trempé « dans de l'encre indélébile avant de les enfoncer dans la chair ».
Les Tsiganes, dans ces mêmes camps, étaient tatoués d'un Z, comme Zigeuner, tsigane en allemand. Pour nombre de leurs enfants dont le bras était trop fins, ils étaient tatoués sur la cuisse.
Accessoirement, « pour les Juifs, ce marquage de la peau était d'autant plus dur à supporter qu'il contrevenait à leurs principes religieux qui interdisaient toute modification permanente du corps »,.
Le matricule est à apprendre par coeur en allemand, à la place du véritable nom des prisonniers. Dans ce cadre, le tatouage contraint participait à une entreprise de déshumanisation.
Ce tatouage a été mis en place afin de pouvoir identifier les dépouilles sans besoin des vêtements. Cela fait suite à l'arrivée de prisonniers soviétiques à l'automne 1941, qui extrêmement maltraités (même pour les tristes standards d'Auschwitz), meurent en masse. La récupération des vêtements par les survivants empêche les SS de pouvoir comptabiliser les victimes grâce au numéro de matricule. L'idée vient donc de tatouter ce numéro "comptable" directement sur la peau des détenus.
Après la guerre, les survivants des camps eurent des réactions différentes : si la majorité d'entre eux les conservèrent, certains se les firent effacer.

## Tatoueurs
- Pepan[11], le premier tatoueur d'Auschwitz, avec qui Lale Sokolov travaille. Il était professeur d'économie à Paris[12]. Il avait été déporté pour son activisme communiste[13].
- Lale Sokolov, débute avec Pepan et quand ce dernier disparaît, reste seul en charge[8].

## IBM
Dès 1934 la filiale allemande d'IBM, Dehomag (pour « DEutsche HOllerith MAschinen Gesellschaft ») fournit au régime nazi des machines mécanographiques de poinçonnage de cartes perforées qui servent notamment au décompte de la population juive dans les ghettos et les camps de concentration durant la Seconde Guerre mondiale.
Edwin Black, dans son livre intitulé IBM et l'holocauste, démontre que le système informatique vendu par la corporation IBM (surtout la machine Hollerith) et les cartes perforées imprimées aux États-Unis sont à l'origine de la correspondance, pendant un temps, entre le tatouage inscrit sur le bras des détenus à Auschwitz et le numéro d'identification dans le système mécanographique mis en place par IBM

## Tatoués français
- Simone Veil. Son épée d'académicienne porte, gravé, le numéro de matricule qui avait été inscrit sur son bras à Auschwitz (numéro 78 651)[15].
- Rémy Roure : il a fait partie du « convoi des tatoués » du 27 avril 1944, qui s'est brièvement arrêté à Auschwitz (d'où le tatouage), avant de gagner un camp de concentration, Buchenwald. Il est président d'honneur de l’amicale des Déportés tatoués du convoi du 27 avril 1944[16],[17],[18].
- André Boulloche, autre président d'honneur de l’amicale des Déportés tatoués du convoi du 27 avril 1944[19].

## Dans la fiction
Le personnage de Magnéto, envoyé a Auschwitz durant son enfance, a le matricule 214 782 tatoué sur le bras.